# ERP-Stipendienprogramm
Das ERP-Stipendienprogramm wird seit 1994 aus Mitteln des ERP-Sondervermögens finanziert, das vom Bundesministerium für Wirtschaft und Technologie (BMWi) verwaltet wird. Die Organisation des Programmes und Auswahl der Stipendiaten erfolgt durch die Studienstiftung des deutschen Volkes, vergleichbar zum McCloy Academic Scholarship Program. Das Programm fördert Postgraduierte für ein- bis zweijährige Studien- oder Forschungsaufenthalte an amerikanischen Spitzenuniversitäten. Ziel des Programmes ist, fachlich exzellente und gesellschaftlich oder politisch engagierte Studierende zu fördern und zu den transatlantischen Beziehungen beizutragen. Jährlich werden ungefähr 15 Stipendien vergeben. Das Stipendium beinhaltet einen Zuschuss zu den Studiengebühren und ein monatliches Vollstipendium. Die Bewerber müssen sich aber selbst an den amerikanischen Universitäten um eine Zulassung bewerben.